# Ashes Tour 1998/99
Die Ashes Tour 1998/99 war die Tour der englischen Cricket-Nationalmannschaft nach Australien, die die 60. Austragung der Ashes beinhaltete und wurde zwischen dem 7. November 1998 und dem 5. Januar 1999 als Bestandteil der internationalen Cricket-Saison 1998/99 ausgetragen. Die Ashes Series 1998/99 wurde in Form von fünf Testspielen zwischen England und Australien ausgetragen. Australien gewann die Ashes mit 4-1.

## Vorgeschichte
Beide Mannschaften nahmen zuvor am ICC KnockOut 1998 teil und scheiterten jeweils im Viertelfinale.
Das letzte Aufeinandertreffen der beiden Mannschaften fand in der Saison 1997 in England statt.

## Stadien
Die folgenden Stadien wurden für die Tour als Austragungsort vorgesehen.
| Stadion                  | Stadt     | Kapazität | Spiele  |
| ------------------------ | --------- | --------- | ------- |
| Adelaide Oval            | Adelaide  | 53.583    | 3. Test |
| The Gabba                | Brisbane  | 42.000    | 1. Test |
| Melbourne Cricket Ground | Melbourne | 100.024   | 4. Test |
| WACA Ground              | Perth     | 20.000    | 2. Test |
| Sydney Cricket Ground    | Sydney    | 48.000    | 5. Test |

## Kaderlisten
Die folgenden Kader wurden von den Mannschaften benannt.
| Test | Test |
| Australien | England |
| --- | --- |
| - Damien Fleming - Jason Gillespie - Ian Healy - Michael Kasprowicz - Justin Langer - Darren Lehmann - Stuart MacGill - Glenn McGrath - Colin Miller - Matthew Nicholson - Ricky Ponting - Michael Slater - Mark Taylor - Shane Warne - Mark Waugh - Steve Waugh | - Mike Atherton - Mark Butcher - John Crawley - Dominic Cork - Robert Croft - Angus Fraser - Darren Gough - Dean Headley - Warren Hegg - Graeme Hick - Nasser Hussain - Alan Mullally - Mark Ramprakash - Alec Stewart - Peter Such - Graham Thorpe - Alex Tudor |

## Tour Matches
| 1. Juni Scorecard | Perth (LH) | England XI 297-5 (50)        | – | ACB Chairman's XI 296 (50) |
|                   |            | England XI gewinnt mit 1 Run |   |                            |

| 31. Oktober – 3. November Scorecard | Perth | Western Australia 334-8d (110.5) & 268-3d (64) | – | England XI 321 (117.3) & 192-4 (65) |
|                                     |       | Remis                                          |   |                                     |

| 7. – 10. November Scorecard | Cairns | Queensland 209 (86.4) & 124 (54.2) | – | England XI 192 (98.2) & 142-9 (61.2) |
|                             |        | England XI gewinnt mit 1 Wicket    |   |                                      |

| 5. – 8. Dezember Scorecard | Melbourne | England XI 373 (128) & 207-5d (57) | – | Victoria 300 (106.2) & 245-8 (66.5) |
|                            |           | Remis                              |   |                                     |

| 17. Dezember Scorecard | Canberra | England XI 225-8 (50)          | – | Prime Minister's XI 209 (48.4) |
|                        |          | England XI gewinnt mit 16 Runs |   |                                |

| 22. – 26. Juni Scorecard | Hobart | England XI 496-6d (126.1) & 199-3d (46.5) | – | Australian XI 293-4d (77) & 376-1 (55.2) |
|                          |        | Australian XI gewinnt mit 9 Wickets       |   |                                          |

| 30. Dezember Scorecard | Brisbane | England XI 281-7 (50)          | – | Queensland Country 228 (49.5) |
|                        |          | England XI gewinnt mit 53 Runs |   |                               |

| 1. Januar Scorecard | Bowral | Bradman XI 238-6 (50)          | – | England XI 187 (42.1) |
|                     |        | Bradman XI gewinnt mit 51 Runs |   |                       |

## Tests

### Erster Test in Brisbane
| 20. – 24. November Scorecard | Brisbane | Australien 485 (158) & 237-3d (62) | – | England 375 (128.2) & 179-6 (86) |
|                              |          | Remis                              |   |                                  |

### Zweiter Test in Perth
| 28. – 30. Juni Scorecard | Perth | England 112 (39) & 191 (70.2)    | – | Australien 240 (89.2) & 64-3 (23) |
|                          |       | Australien gewinnt mit 7 Wickets |   |                                   |

### Dritter Test in Adelaide
| 11. – 15. Dezember Scorecard | Adelaide | Australien 391 (125.5) & 278-5d (98) | – | England 227 (82.5) & 237 (89) |
|                              |          | Australien gewinnt mit 205 Runs      |   |                               |

### Vierter Test in Melbourne
| 26. – 29. Dezember Scorecard | Melbourne | England 270 (76) & 244 (80.2) | – | Australien 340 (98.3) & 162 (46.4) |
|                              |           | England gewinnt mit 12 Runs   |   |                                    |

### Fünfter Test in Sydney
| 2. – 5. Januar Scorecard | Sydney | Australien 322 (87.3) & 184 (64.5) | – | England 220 (80.1) & 188 (66.1) |
|                          |        | Australien gewinnt mit 98 Runs     |   |                                 |